# Mazán (Salamanca)
Mazán fue una localidad española, hoy día despoblada, del municipio de Villaseco de los Reyes, perteneciente a la provincia de Salamanca, en la comunidad autónoma de Castilla y León.

## Historia
Hacia mediados del siglo XIX, la aldea, por entonces perteneciente al municipio de El Campo de Ledesma, tenía contabilizada una población de 30 habitantes. Aparece descrita en el decimoprimer volumen del Diccionario geográfico-estadístico-histórico de España y sus posesiones de Ultramar de Pascual Madoz de la siguiente manera:

MAZAN: ald. agregada al ayunt. de El Campo (1/2 leg.), en la prov. y dióc. de Salamanca (19), part. jud. de Ledesma (3), aud. terr. de Valladolid (23) y c. g. de Castilla la Vieja. Se encuentra sit. en terreno montuoso, con libre ventilacion y buen clima. Consta de 7 casas de mediana construccion sin nada en ellas notable, y 1 pequeña igl. dedicada á San Antonio, anejo del curato de El Campo. Confina el térm. al N. con su matriz; E. Moscosa; S. Villosino, y O. Villaseco. El terreno es quebrado y bastante inferior. caminos: á Villaseco, Moscosa y El Campo. La correspondencia la recibe de su ayunt. prod.: 
centeno, cebada, garbanzos y bellota; hay cria de ganado lanar, cerdoso y vacuno, y caza de liebres y conejos. pobl.: 7 vec., 30 alm. riqueza y contr.: con su ayunt.
(Madoz, 1848, p. 318)

A comienzos del siglo XXI las ruinas de su iglesia fueron desmontadas y trasladadas a una finca de Ledesma.